# Автошлях Т 2701
Автошля́х Т 2701 — автомобільний шлях територіального значення в Севастополі. Пролягає територією Бахчисарайського району та Севастопольської міськради через Орлівку — Бахчисарай. Загальна довжина — 21,4 км.

## Маршрут
Автошлях проходить через такі населені пункти:
| Автошлях Т 2701       |              |
| Севастополь           |              |
| Орлівка               | Т 0104Т 2707 |
| Вишневе               |              |
| Бахчисарайський район |              |
| Суворове              |              |
| Айвове                |              |
| Тінисте               |              |
| Некрасовка            |              |
| Красна Зоря           |              |
| Фурмановка            |              |
| Долинне               |              |
| Бахчисарай            | Н06          |